# Francuska reprezentacija u nogometu na pijesku
Francuska reprezentacija u nogometu na pijesku predstavlja Francusku u nogometu na pijesku. Ova reprezentacija je pod kontrolom Francuskog nogometnog saveza. Trener je Stéphane François.

## Uspjesi
- FIFA Svjetsko prvenstvo u nogometu na pijesku: 1
  - 2005.

- Euroliga u nogometu na pijesku: 1
  - 2004.

## Poznati igrači
- Éric Cantona
- Samir Belamri
- Jairzinho Cardoso
- Thierry Ottavy
- Jean Saidou
- Gregory Tanagro
- Mickaël Pagis
- Sébastien Sansoni